# Solresor
Solresor är Sveriges fjärde största charterarrangör och bildades 1989. Första säsongen erbjöds enbart resor till Gran Canaria, numera erbjuds resor till mer än 20 länder. Solresors huvudkontor ligger i Göteborg. Solresor ägs sedan december 2020 av Rolfs Flyg & Buss. Tre år i rad, 2005, 2006 och 2007, vann Solresor branschpriset Grand Travel Award i kategorin "Årets bästa charterarrangör".
Huvudkontoret finns sedan december 2020 i Göteborg och VD är Emanuel Karlsson.  År 2007 ökade omsättningen med 40%. Samma år utsågs Solresor av tidningen Dagens Industri till ett av Sveriges snabbast växande företag, ett så kallat Gasellföretag. Bolaget hade då vuxit för varje år sedan starten. År 2008 omsatte Solresor drygt 2 miljarder kronor exklusive dotterbolag. Samma år reste närapå 200 000 resenärer med Solresor.
Solresor erbjuder såväl charterresor till traditionella resmål som mer långväga upplevelseresor med reguljärflyg till hela världen.

## Historia
År 1989 startades Solresor som en del av STS. Första året åkte blygsamma 2 700 resenärer med Solresor till Gran Canaria. För varje år ökade antalet resenärer och destinationer. Det stora genombrottet skedde år 2000 när Solresor blev först i Sverige med att arrangera charterresor till den portugisiska ögruppen Azorerna. Därefter utökades utbudet i snabb takt med resmål över hela världen. Solresor var ensamma om att lansera charterresor till Salala i sultanatet Oman. Hösten 2005 såldes Solresor, inklusive det norska dotterbolag Solia, till Primera Travel Group Scandinavia, som ägdes av Andri M. Ingólfsson. I Primera Travel Group Scandinavia ingår researrangörer och resebyråer i samtliga nordiska länder. Även flygbolaget Primera Air ingår i gruppen. Primera Air begärde sig själv i konkurs den 2 oktober 2018. 2018 blev Solresor en del av den danska koncernen TravelCo Nordic.  TravelCo Nordic försattes i konkurs 2020.
Den 10 december 2020 köpte svenska gruppresearrangören Rolfs Flyg & Buss Solresor.